# Simonas Glinskis
Simonas Glinskis, né le 13 mars 1983 à Vilnius (Lituanie), est un directeur de la photographie et caméraman indépendant lituanien.

## Biographie
Simonas Glinskis naît le 13 mars 1983 à Vilnius  (Lituanie).
Il obtient en 2006 une licence en photographie et art des médias de l'Académie des arts de Vilnius, département photographie et art des médias, et en 2008  un master en cinématographie de l'Académie lituanienne de musique et de théâtre dans le département cinéma et télévision.
En 2008, Marija Razgutė et Simonas Glinskis fondent la société M-Films, qui produit d'abord des courts métrages puis développe des films lituaniens et des coproductions internationales (Espagne, France, Suède, Allemagne, Géorgie, République Tchèque), généralement avec les mêmes réalisateurs, comme Karolis Kaupinis, Andrius Blaževičius, Marija Kavtaradze et Vytautas Katkus.
Depuis 2008, Simona travaille comme directeur de la photographie et caméraman indépendant sur des projets cinématographiques et publicitaires. Il est notamment directeur de la photographie sur le long-métrage Nova Lituania réalisé par Karolis Kaupinis. Il reçoit en 2020 les prix "Ažuolo" de l'Association lituanienne des cinéastes (LAC) et le prix Silver Crane décerné par l'Académie nationale du cinéma lituanien, deux prix nationaux  de la meilleure photographie pour le long métrage,.
En parallèle, il enseigne à l'École technique et de design de Vilnius au département design, à l'Académie des arts de Vilnius au département de photographie et d'arts médiatiques et à l'Académie lituanienne de musique et de théâtre au département de cinéma et de télévision, dans le cadre du cours pour les directeurs de la photographie,.
Depuis 2014, il est membre de l'Association lituanienne des cinéastes (LAC) et président de celle-ci en 2017.

## Filmographie
- 2007 : 7+ de Eglė Vertelytė (documentaire / long métrage / Lituanie)
- 2008 : Suicide de Mindaugas Sruogius (fiction / court métrage / Lituanie)
- 2008 : 14:56:00 de Jonas Trukanas (fiction / court métrage / Lituanie)
- 2012 : Pigus triukas de Silvija Vilkaitė  (fiction / court métrage / Lituanie)
- 2014 : Katinai de Živilė Mičiulytė  (fiction / court métrage / Lituanie)
- 2014 : Radviliada de Jonas Trukanas  (documentaire / long métrage / Lituanie)
- 2015 : Woods de Ignas Meilūnas  (animation / court métrage / Lituanie)
- 2017 : Watchkeeping de Karolis Kaupinis (fiction / court métrage / Lituanie)
- 2019 : Užgesus šviesoms  de Jonas Trukanas (fiction / court métrage / Lituanie)
- 2019 : Nova Lituania  de Karolis Kaupinis (fiction / long métrage / Lituanie)
- 2020 : Matilda and the Spare Head de Ignas Meilūnas  (animation / court métrage / Lituanie)
- 2021 : Elena  de Birutė Sodeikaitė (animation / court métrage / Lituanie)
- 2022 : Cherries de Vytautas Katkus (fiction / 15 min / Lituanie)
- 2023 : Kaspervizija  de Karolis Kaupinis (fiction / long métrage / Lituanie)
- 2024 : Hunger Strike Breakfast  de Karolis Kaupinis (fiction / long métrage / Lituanie / en développement)

## Distinctions
- Association lituanienne des cinéastes (LAC)  2017 : Prix "Ažuolo" du meilleur directeur de la photographie
- Académie du Cinéma Lituanien "Silver Crane" 2020 : Nomination au Prix de la meilleure photographie
- Association lituanienne des cinéastes (LAC)  2020 : Prix "Ažuolo" du meilleur directeur de la photographie
- Académie du Cinéma Lituanien "Silver Crane" 2021 :Prix de la meilleure photographie pour Nova Lituania réalisé par Karolis Kaupinis